# Desmodium dregeanum
Desmodium dregeanum är en ärtväxtart som beskrevs av George Bentham. Desmodium dregeanum ingår i släktet Desmodium och familjen ärtväxter. Inga underarter finns listade i Catalogue of Life.